# Tomasz Molewski
Tomasz Molewski (ur. 2 lutego 1971 w Poznaniu) – polski piłkarz grający na pozycji pomocnika.
Grał w Olimpii Poznań, Hutniku Warszawa, Igloopolu Dębica, Orle Wałcz, Dyskobolii Grodzisk Wielkopolski, Huraganie Pobiedziska, Polonii Środa Wielkopolska, Sparcie Oborniki, Obrze Kościan, a także w TS 1998 Dopiewo.
W polskiej I lidze rozegrał 53 mecze (31 w Olimpii i 22 w Dyskobolii) i strzelił 1 gola w barwach Dyskobolii. W II lidze zdobył 8 goli (6 w Dyskobolii i 2 w Olimpii).